# Norval MacGregor
Norval MacGregor (3 de abril de 1862-21 de noviembre de 1933) fue un director y actor cinematográfico de nacionalidad estadounidense, activo en la época del cine mudo.  

## Biografía
Nacido en River Falls, Wisconsin, debutó como director en 1913 con The Ball of Yarn, un cortometraje escrito e interpretado por Nell Shipman, una actriz y directora conocida por sus películas sobre la naturaleza, y con la cual MacGregor también rodó su siguiente película. Casi inmediatamente, el director empezó a rodar para Selig Polyscope Company, compañía para la que rodó la mayor parte de sus películas.
En 1914, año en el que MacGregor dirigió treinta y seis filmes, hizo su debut como actor, formando parte del reparto de The Spoilers.
Norval MacGregor falleció en Santa Cruz, California, en 1933.

## Filmografía

### Director
| - The Ball of Yarn (1913) - One Hundred Years of Mormonism (1913) - The Quality of Mercy (1913) - Granddaddy's Boy (1913) - The Open Door (1913) - No Wedding for Her (1914) - Castles in the Air (1914) - At Cross Purposes (1914) - Conscience and the Temptress (1914) - The Old vs. the New (1914) - King Baby's Birthday (1914) - The Story of Venus (1914) - Red Head Introduces Herself (1914) - The Mother of Seven (1914) - Two Girls (1914) - At Last We Are Alone (1914) - The Taint of Madness (1914) - Teaching Father a Lesson (1914) - Second Childhood (1914) - Willie's Haircut (1914) - Did She Cure Him? (1914) - A Woman Laughs (1914) - Muff (1914) - Carmelita's Revenge (1914) - The Jungle Samaritan (1914) - The Family Record (1914) - A Low Financier (1914) - The Harbor of Love (1914) - Oh! Look Who's Here! (1914) - You Never Can Tell (1914) - The Newboy Tenor (1914) - An Embarrassing Predicament (1914) - Jimmie the Porter (1914) - The Mysterious Beauty (1914) - The Tonsorial Leopard Tamer (1914) - At the Transfer Corner (1914) - Cupid Turns the Tables (1914) - The Mysterious Black Box (1914) - A Surprise Party (1914) - Which Ham Is Schnappsmeir's (1914) - One Kiss (1914) | - The Tail of a Coat (1914) - Wipe Yer Feet (1915) - The Snailburg Volunteers (1915) - She Wanted to Be a Widow (1915) - Cats (1915) - The Perfumed Wrestler (1915) - The Lady Killer (1915) - The Kidnapped Lover (1915) - And Then It Happened (1915) - Come 'Round an' Take That Elephant Away (1915) - Why Billings Was Late (1915) - Two Women and One Hat (1915) - Man Overboard (1915) - The Idol of Fate (1915) - At the Mask Ball (1915) - The Strategist (1915) - Red Wins (1915) - The Awful Adventures of an Aviator (1915) - The Kiss of Dishonor (1915) - Colorado (1915) - The Heart of a Tigress (1915) - The Lion's Ward (1915) - A Recoiling Vengeance (1916) - The Target (1916) - Small Town Stuff (1916) - Innocence (1917) - Over the Garden Wall (1917) - No Place Like Home - Her Wayward Parents (1917) - Mr. Bingo, the Bachelor (1917) - Everybody Was Satisfied (1917) - Romance and Roses (1917) - Rescuing Uncle (1917) - Bill and the Bearded Lady (1917) - Baseball at Mudville (1917) - Children of Banishment (1917) - Jacques of the Silver North (1919) - Impulse (1922) - Compassion, codirigida con Victor Adamson (19127) |

### Actor
- The Spoilers, de Colin Campbell (1914)
- The Face on the Bar-Room Floor, de John Ford (1923)